# Euptoieta hortensia
Euptoieta hortensia är en fjärilsart som beskrevs av Blanchard 1852. Euptoieta hortensia ingår i släktet Euptoieta och familjen praktfjärilar. Inga underarter finns listade i Catalogue of Life.